# Naruto: Shippuden (sezonul 13)
Naruto: Shippuden – Sezonul 13: Cei Șapte Shinobi Spadasini (2012-2013)
Episoadele din sezonul treisprezece al seriei anime Naruto: Shippuden se bazează pe partea a doua a seriei manga Naruto de Masashi Kishimoto. Sezonul treisprezece din Naruto: Shippuden, serie de anime, este regizat de Hayato Date și produs de Studioul Pierrot și TV Tokyo și a început să fie difuzat pe data de 23 august 2012 la TV Tokyo și s-a încheiat la data de 10 ianuarie 2013.
Episoadele din sezonul treisprezece al seriei anime Naruto: Shippuden fac referire la cel de-al Patrulea Mare Război Shinobi între Naruto Uzumaki și ninja ai satelor împotriva forțelor lui Tobi și Kabuto Yakushi. Există, de asemenea, un arc de poveste laterală.

## Lista episoadelor
| Nr. Ep. Original | Nr. Ep. Serie | Nr. Ep. Sezon | Titlu                                               | Apariție           |
| ---------------- | ------------- | ------------- | --------------------------------------------------- | ------------------ |
| 496              | 276           | 1             | Atacul statuii Gedo                                 | 23 august 2012     |
| 497              | 277           | 2             | Semnul simultan                                     | 30 august 2012     |
| 498              | 278           | 3             | Ninja medical în pericol                            | 6 septembrie 2012  |
| 499              | 279           | 4             | Capcana lui Zetsu Alb                               | 13 septembrie 2012 |
| 500              | 280           | 5             | Estetica unui artist                                | 20 septembrie 2012 |
| 501              | 281           | 6             | Forța aliată a mamelor!                             | 27 septembrie 2012 |
| 502              | 282           | 7             | Originea secretă a echipei supreme de leapșă!       | 4 octombrie 2012   |
| 503              | 283           | 8             | Doi sori                                            | 11 octombrie 2012  |
| 504              | 284           | 9             | Spintecătorul de căști: Jinin Akebino!              | 18 octombrie 2012  |
| 505              | 285           | 10            | Utilizatorul stilului arșiței: Pakura al nisipului! | 25 octombrie 2012  |
| 506              | 286           | 11            | Lucruri pe care nu le poți recupera                 | 1 noiembrie 2012   |
| 507              | 287           | 12            | Demn de a primi încrederea                          | 1 noiembrie 2012   |
| 508              | 288           | 13            | Pericol: Jinpachi și Kushimaru!                     | 8 noiembrie 2012   |
| 509              | 289           | 14            | Sabia fulger: Ameyuri Ringo!                        | 15 noiembrie 2012  |
| 510              | 290           | 15            | Putere - Episodul 1                                 | 22 noiembrie 2012  |
| 511              | 291           | 16            | Putere - Episodul 2                                 | 29 noiembrie 2012  |
| 512              | 292           | 17            | Putere - Episodul 3                                 | 6 decembrie 2012   |
| 513              | 293           | 18            | Putere - Episodul 4                                 | 13 decembrie 2012  |
| 514              | 294           | 19            | Putere - Episodul 5                                 | 20 decembrie 2012  |
| 515              | 295           | 20            | Putere - Episodul final                             | 10 ianuarie 2013   |